# Het lot van de familie Meijer
Het lot van de familie Meijer (Duits: Melnitz) is een Duitstalige roman van de Zwitserse schrijver Charles Lewinsky over de geschiedenis van een Joodse familie in Zwitserland tussen 1871 en 1945. Het boek verscheen in 2006 bij Nagel & Kimche Verlag te Zürich. De Nederlandse vertaling uit 2007 is van Elly Schippers.

## Inhoud
Het lot van de familie Meijer is een familieroman in vijf delen waarin de geschiedenis van vijf generaties van de Joods-Zwitserse familie Meijer wordt beschreven. De vijf delen zijn geconcentreerd rondom de jaartallen 1871, 1893, 1913, 1937 en 1945.

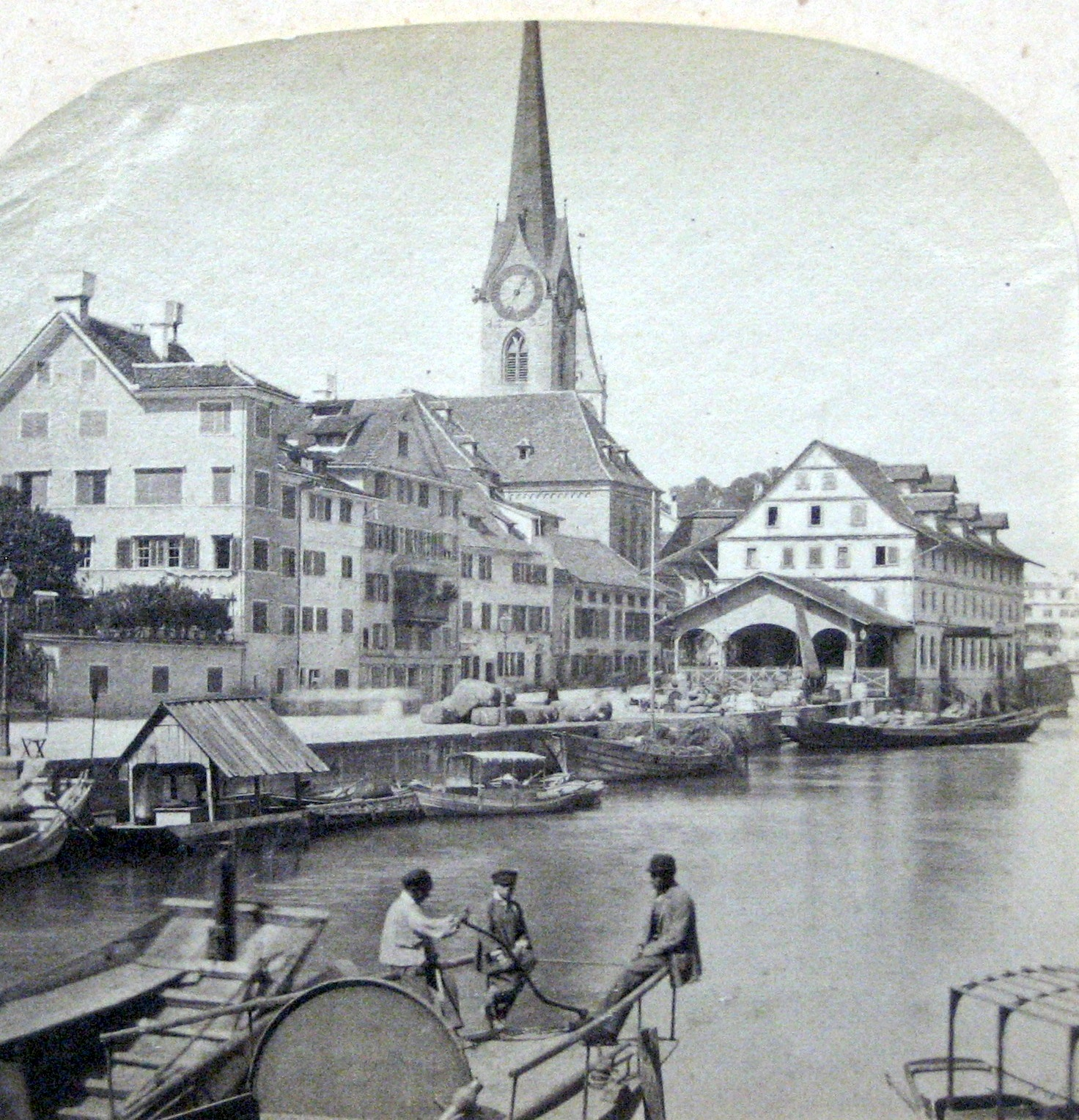
Oud Zürich, waar een belangrijk deel van de roman zich afspeelt

De geschiedenis begint op een nacht in 1871 als een ver familielid, de Franse soldaat Janki Meijer, aan de deur van veehandelaar Salomon Meijer en zijn vrouw Golde aanklopt. Een jaar later heeft Janki een bruid - de aangenomen dochter annex dienstmeid Chanele, een vrouw die op vele momenten een beslissende rol gaat spelen in het leven van de Meijers - en een stoffenwinkel in Baden. Salomons bloedeigen dochter Mimi, die aanvankelijk voor Janki leek voorbestemd, huwt met slagerszoon Pinchas Pommeranz en begint met hem een kosjere slagerszaak in Zürich.
In 1893 blijkt de stoffenwinkel van Janki en Chanele uitgegroeid tot een groot warenhuis. De goeddraaiende slagerszaak van Pinchas en Mimi wordt verkocht en verruild voor een bescheidenere kruidenierszaak na het Zwitserse sjechtverbod uit 1893. Daarnaast beschrijft dit deel de verschillende karakters van de drie kinderen van Janki en Chanele: François ('Sjmoeël'), Hinda en nakomertje Arthur. Mimi lijkt geen kinderen te kunnen krijgen, lijdt daar erg onder, maar bevalt op veertigjarige leeftijd alsnog van een dochter, Desirée.
In 1913 wordt teruggeblikt op de bekering tot het christendom van rebel François en zijn jonge zoon Alfred, vooral omdat François ervoer dat het Jood-zijn diens verdere carrière (en die van zijn zoon) dwarsboomde. Zijn besluit brengt veel spanningen in de familie, zeker als Alfred en Desirée een verhouding blijken te hebben. Uiteindelijk wordt Alfred voor een jaar naar Parijs gestuurd om zich te bezinnen. Daar wordt hij in 1914 bij het begin van de Eerste Wereldoorlog onder de wapenen geroepen en sneuvelt vrijwel direct door een verdwaalde granaat van de eigen troepen. Een andere verhaallijn beslaat het terughalen uit het Oostfront van Ruben, de zoon van Chanele’s dochter Hinda, door haar man Zalman Kamionker.
Tussen 1937 en 1945 staat de nazi-politiek in buurland Duitsland centraal en de Jodenhaat die zich ook tot in Zwitserland uitstrekt. Chanele's jongste zoon Arthur, arts, redt een Joodse vrouw uit Duitsland door ongezien met haar te huwen. De naar Duitsland vertrokken Ruben, rabbi geworden, verdwijnt uiteindelijk in de kampen.
De gebeurtenissen in de roman worden van tijd tot tijd becommentarieerd door het al lang geleden overleden personage Melnitz, die de gebeurtenissen bekritiseert, relativeert, in perspectief plaatst en de hoofdpersonages een spiegel voorhoudt. 'Geniet van jullie leven', is zijn slotconclusie: 'Jullie hebben geluk gehad hier in Zwitserland'.

## Typering
Lewinsky toont zich in Het lot van de familie Meijer vooral een groot verteller van verhalen en zet met veel verbeeldingskracht een grote hoeveelheid levendige personages neer, vaak met rare trekjes, soms neigend naar het karikaturale. In een onsentimentele stijl weet hij een uitstekend tijdsportret te geven, zonder voortdurend naar bekende historische gebeurtenissen te verwijzen. Veel verwikkelingen, kleine en grote, zijn sterk dramatisch, maar doorspekt met humor. De vele verhaallijnen komen uiteindelijk samen in een groots epos over gewone mensen die er het beste van proberen te maken, ook al is het lot hen niet altijd welgezind. Rode draad is steeds het alledaagse antisemitisme, waarop ook de dromen van de Zwitserse Joden uiteindelijk stuk lopen.
Lewinsky geeft op zijn website aan al zijn personages te hebben verzonnen en slechts de algemene historie als basis te hebben gebruikt voor zijn boek.

## Waardering
Het lot van de familie Meijer kreeg na publicatie in 2006 lovende kritieken en bereikte hoge oplagen, met name Duitsland, waar het boek vier maanden lang aan de top van de bestsellerlijsten stond. Ook in Nederland en Frankrijk werd de roman veelvuldig herdrukt. In Frankrijk kreeg het in 2008 de Prix du Meilleur livre étranger, als best vertaalde buitenlandse roman. In datzelfde werd het boek door de 'Foreign Literature Learned Society' in Peking onderscheiden als Best Foreign Novel en in 2009 kreeg het de Zwitserse Prix Lipp.
Voor Lewinsky betekende de roman zijn definitieve doorbraak als literator. Het boek werd vertaald in elf landen.

## Weblinks
- Charles Lewinsky over Melnitz op zijn website